# StarNet
StarNet — одна из крупнейших телекоммуникационных компаний в Молдавии.
Оказывает услуги интернета, фиксированной телефонии NGN, цифрового телевидения, хостинга, виртуальной частной сети, услуги по установке оборудования.
Оператор является вторым по величине (после Moldtelecom) интернет-провайдером в стране.
Изначально предоставлял услуги в Кишинёве, затем география предоставления услуг расширилась на Бельцы, Унгены, Оргеев, Ставчены, Кахул. С 24 ноября 2011 года стал предоставлять услуги по всей стране.
В 2012 году планирует запустить систему электронной оплаты «StarWallet» в сотрудничестве с компанией en:Coinstar.
Компания имеет разрешение от НАРЭКИТ (одна из трёх в стране) на осуществление деятельности по эксплуатации, управлению и поддержке сетей электронных коммуникаций на государственной границе Республики Молдова с Румынией.

## Интернет

### Оптоволоконная сеть
Компания StarNet впервые в Республике Молдова построила столичную оптоволоконную сеть Fiber Link, которая соединила сотни жилых домов во всех секторах муниципалитета Кишинёва. Fiber Link предлагает интернет-подключение на основе технологии FTTx.

### Wi-Fi
В октябре 2011 года запустил крупнейшую бесплатную сеть Wi-Fi в Кишинёве, длина которой составляет более 90 км. Также в сотрудничестве с примарией муниципия Кишинёв предоставляет бесплатный Wi-Fi-доступ в Интернет в большинстве кишинёвских школ. Предоставляет бесплатный доступ в интернет в парках муниципия Кишинёв, а также в парке в городе Сороки.

## Телевидение
С 14 февраля 2011 года компания «StarNet» предоставляет своим абонентам услуги IP телевидения.
Осенью компания была обвинена в том, что нелегальным образом предоставляет услуги. Со своей стороны компания отрицала любые обвинения и пообещала выполнять обещания по предоставлению всех услуг своим абонентам. По решению «Координационного совета по телевидению и радио» 24 октября 2011 года у неё была отобрана лицензия на право телевизионного вещания. Тем не менее компания продолжила предоставлять услуги.